# Lucrezia Barberini
Lucrezia Barberini, född 1628, död 1699, var en hertiginna av Modena; gift med hertig Frans I av Modena. 

## Biografi

### Tidigt liv
Hon var dotter till den romerska adelsmannen Taddeo Barberini, prins av Palestrina, och Anna Colonna. Hon var direkt eller indirekt släkt med en rad inflytelserika personer. Hon var syster till Maffeo Barberini och kardinal Carlo Barberini, syskonbarnbarn till påven Urban VIII, brorsdotter till kardinal Francesco Barberini och kardinal Antonio Barberini, och systerdotter till kardinal Girolamo Colonna. Hennes kusin Lorenzo Onofrio Colonna var gift med Marie Mancini, systerdotter till kardinal Mazarin. 
Hennes släkting Urban VIII var påven 1623-1644. Hon fick sin utbildning i ett karmelitkloster i Rom. När Urban VIII avled 1644 tvingades hennes familj lämna Rom och söka sin tillflykt hos sin släkting kardinal Mazarin i Paris. Familjen rehabiliterades 1646 och kunde återvända till Rom 1653. 

### Hertiginna av Modena
Hennes äktenskap arrangerades som ett fredsfördrag mellan familjerna Este och Barberini, vilka hade stått på motsatta sidor under Castrokriget 1649. Frans I hoppades också att hennes inflytelserika familj, med dess kontakter i Frankrike och Rom, kunde hjälpa honom att återfå Ferrara, som hade konfiskerats av påvestaten 1598. Äktenskapskontraktet undertecknades av parterna i Rom den 25 februari 1654, en vigsel ägde rum 15 april och Lucrezia Barberini anlände till Modena 24 april. 
Relationen mellan Frans I och Lucrezia Barberini beskrivs som lycklig. De var åtskilda under en stor del av tiden då Frans deltog i krigföring, och deras kärleksbrev har bevarats. Paret fick en son. År 1658 avled Frans och efterträddes av sin son, Lucrezias styvson. Lucrezia Barberini stannade kvar i Modena och ägnade sig åt att uppfostra sin son och skydda hans rättigheter. 

### Sent liv
Lucrezia bosatte sig 1683 i Ursulinerklostret i Rom. Hon blev inte nunna utan bodde i klostret som gäst på ett underhåll från Modena. Här fick hon ofta besök av släktingar som vistades i Rom, som hon ofta följde med på pilgrimsfärder till huvudstadens kyrkor och kloster. Hennes styvsons änka, Laura Martinozzi, bosatte sig med Lucretia när hon avgick som regent. När hennes son år 1695 oväntat fick avsäga sig prästämbetet och efterträda sin barnlösa halvbror som hertig av Modena, lämnade hon Rom och bosatte sig i ett kloster i Modena. Hon led under sina sista år av depression.